# Architecture de la ligne 82 du tramway de Bruxelles
Cette page reprend une partie des bâtiments remarquables se trouvant sur le trajet de la ligne 82 du tramway de Bruxelles.

## Historique et Développement du tracé
La ligne de tram 82 fut créée le 4 décembre 1993, elle succède à la ligne de tram 58 reprenant l’ancien tracé de la ligne 52. La ligne 82 reliait initialement Berchem Station et Montgomery. Entre la Gare de l’Ouest et la Gare du Midi, la ligne 82 passait par les rues Doyens, Delacroix, Ropsy Chaudron, l’avenue Clemenceau et la place Bara. Le 1er septembre 1999 elle fut déviée entre la Gare de l’Ouest et la Gare du Midi via la chaussée de Ninove, la place de la Duchesse de Brabant, la place du Triangle, la porte de Ninove, le boulevard de l’Abattoir, le boulevard du Midi et la station Lemonnier. Le 2 août 2007 le tram 82 abandonna le tronçon Avenue du Roi-Montgomery afin de reprendre l’itinéraire abandonné du 52 depuis l’Avenue du Roi jusqu’à Drogenbos Château. Elle abandonna également sa couleur orange pour reprendre le bleu clair du 52... La ligne 52 fut créée quant à elle le 27 avril 1935 afin de desservir l’Exposition universelle de 1935. Dès sa mise en service, le 52 reliait déjà le plateau du Heysel (terminus «Astrid», du nom de l’entrée homonyme de l’Expo 1935) à Forest (place Saint-Denis), en empruntant notamment l’avenue de Meysse, l’avenue des Croix de Feu, la chaussée de Vilvorde, le pont Van Praet, la rue Gallait, la place Liedts, la place Rogier, les boulevards du centre, la gare du Midi, l’avenue Fonsny, l’avenue Van Volxem et enfin la chaussée de Bruxelles. Mais elle dut évoluer grâce au prolongement de certains services à la gare de Forest-Midi entre novembre 1935 et juin 1947, ces changements s’exprime par le prolongement de la ligne jusqu’à Drogenbos en juin 1947. Afin de préparer l’Exposition universelle de 1958, les infrastructures ferrées vers le plateau du Heysel ont été profondément modifiées car le terminus Esplanade dans sa configuration actuelle, en remplacement du terminus Astrid a été mis en service, les tunnels Léopold (depuis le 28 août 1957) et Gros Tilleul et les voies en site propre longeant l’avenue des Croix de Feu ont été créés,.

## Architecture autour de la ligne 82 ( Berchem Station - Drogenbos Château)

### Gare de Berchem-Sainte-Agathe
- 1880[4]

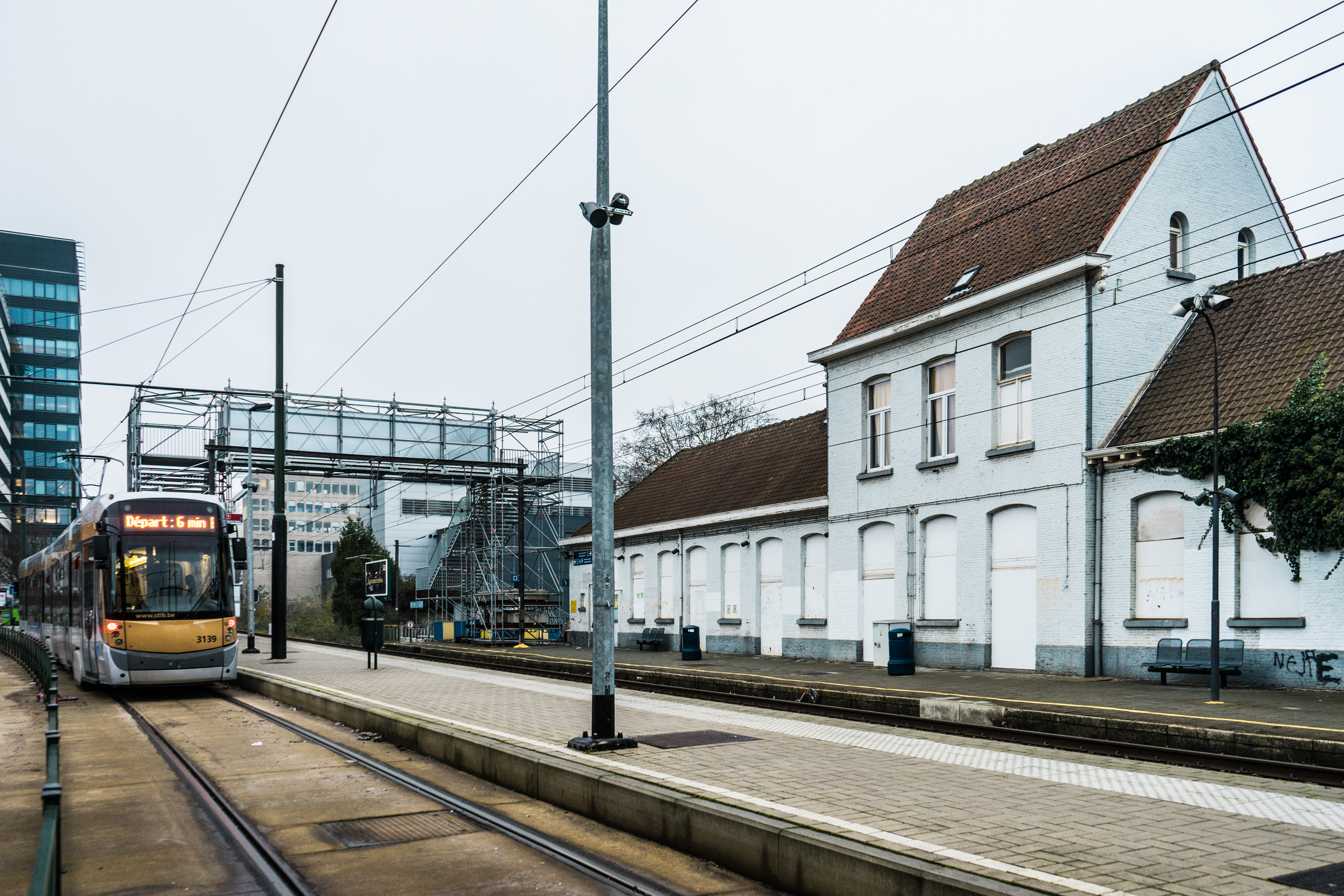
Gare de Berchem

- Chaussée de Gand, 1082 Berchem-Sainte-Agathe
- Public
- Gare de transport ferroviaire

Une halte sans bâtiment de gare définitif est mise en service le 7 août 1864 sur la ligne de Bruxelles à Gand. C’est en 1881 qu’est ouvert le bâtiment de voyageurs. Il s’agit d’un bâtiment correspondant aux directives de 1880 qui instaure un modèle standard pour les gares secondaires, mais laisse aux différents groupes le choix de l'agencement et des matériaux. Le groupe de Bruxelles-Nord réalisa neuf gares identiques qui comptaient un corps central de trois travées avec un toit sous bâtière à angle aigu très marqué encadré par une longue aile de six travées à toiture en croupe servant de salle d’attente et, de l’autre côté, par aile une de service, plus courte, de deux travées sous bâtière. Construites en briques, elles possédaient initialement des charpentes décoratives aux pignons. Sur les neuf gares de ce modèle construites sur les lignes 25, 36, 50 et 53, trois ont survécu jusqu’à aujourd’hui. La gare de Berchem-Sainte-Agathe est classée, au même titre que les deux autres restantes. Actuellement, la façade de la gare est peinte en blanc, ce qui n’est pas sa couleur d’origine et cache l’alternance de briques grises et rouges de la façade, visible sur les autres gares de ce type. Des travaux de rénovation ont vu la suppression du passage à niveau qui bordait la gare afin de permettre l’allongement des quais. L’arrêt des trams et des bus a été réaménagé et le tram 82 a désormais son terminus sur un quai qui borde directement la voie 2,,,.

### Cimetière de Molenbeek-Saint-Jean
- 16 août 1864[10]

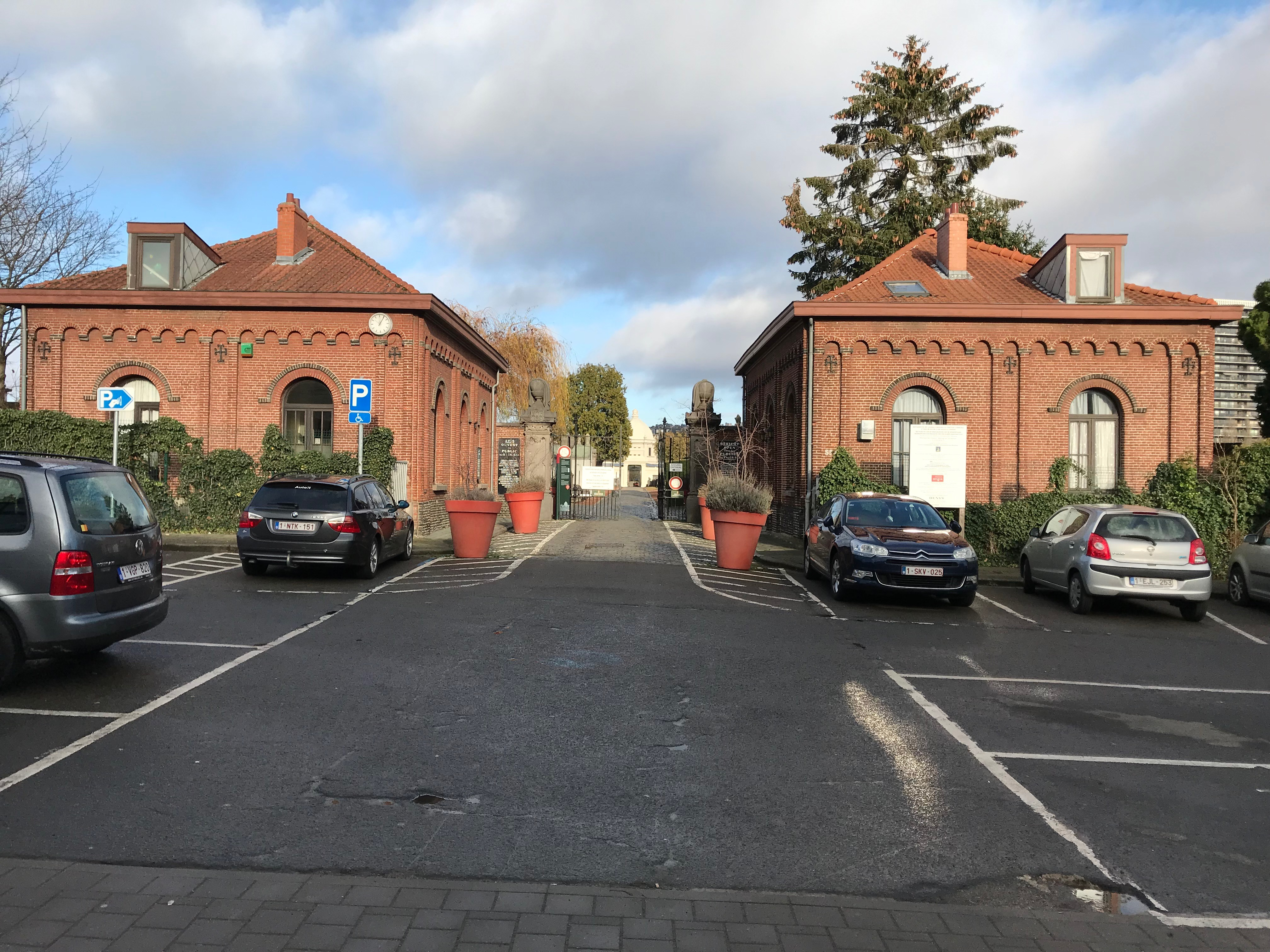
Cimetière de Molenbeek-Saint-Jean

- Chaussée de Gand 539, 1080 Molenbeek-Saint-Jean
- Public
- Nécropole

Le nouveau cimetière communal ouvre ses portes le 16 août 1864. Il est la réponse à plusieurs problèmes qui se sont posés pendant de longues années. Premièrement, le cimetière paroissial devient trop petit pour le nombre croissant des paroissiens de Saint-Jean et Saint-Roch. Deuxièmement, les différents arrêtés officiels obligent la commune à créer un cimetière communal, en dehors du centre du village et sans connotation religieuse. L’Edit de Joseph II (1784), qui interdit l’enterrement à l’intérieur et autour de l’église, ainsi que intra-muros pour des raisons d’hygiène. Le décret de Napoléon Ier (1804) qui accorde aux administrations communales le droit de créer des cimetières qui seront soumis à l’autorité de la police et à la surveillance des municipalités. L’Arrêt du 13 février 1864, rendu par la Cour de Cassation, qui met fin aux cimetières religieux. La gestion est confiée au pouvoir civil. L’ancien cimetière, qui se trouvait depuis toujours dans et autour de l’église, ferme le 15 août 1864, un jour avant l’ouverture du nouveau cimetière. Aujourd’hui il se situe à hauteur de l’actuel parvis Saint Jean-Baptiste. Pour la construction, la municipalité va procéder à l’expropriation d’une partie de terre de 1,5 hectare, dans une zone à l’époque connue sous le nom « Karreveld ».

### Château du Karreveld
- XVe siècle[12]

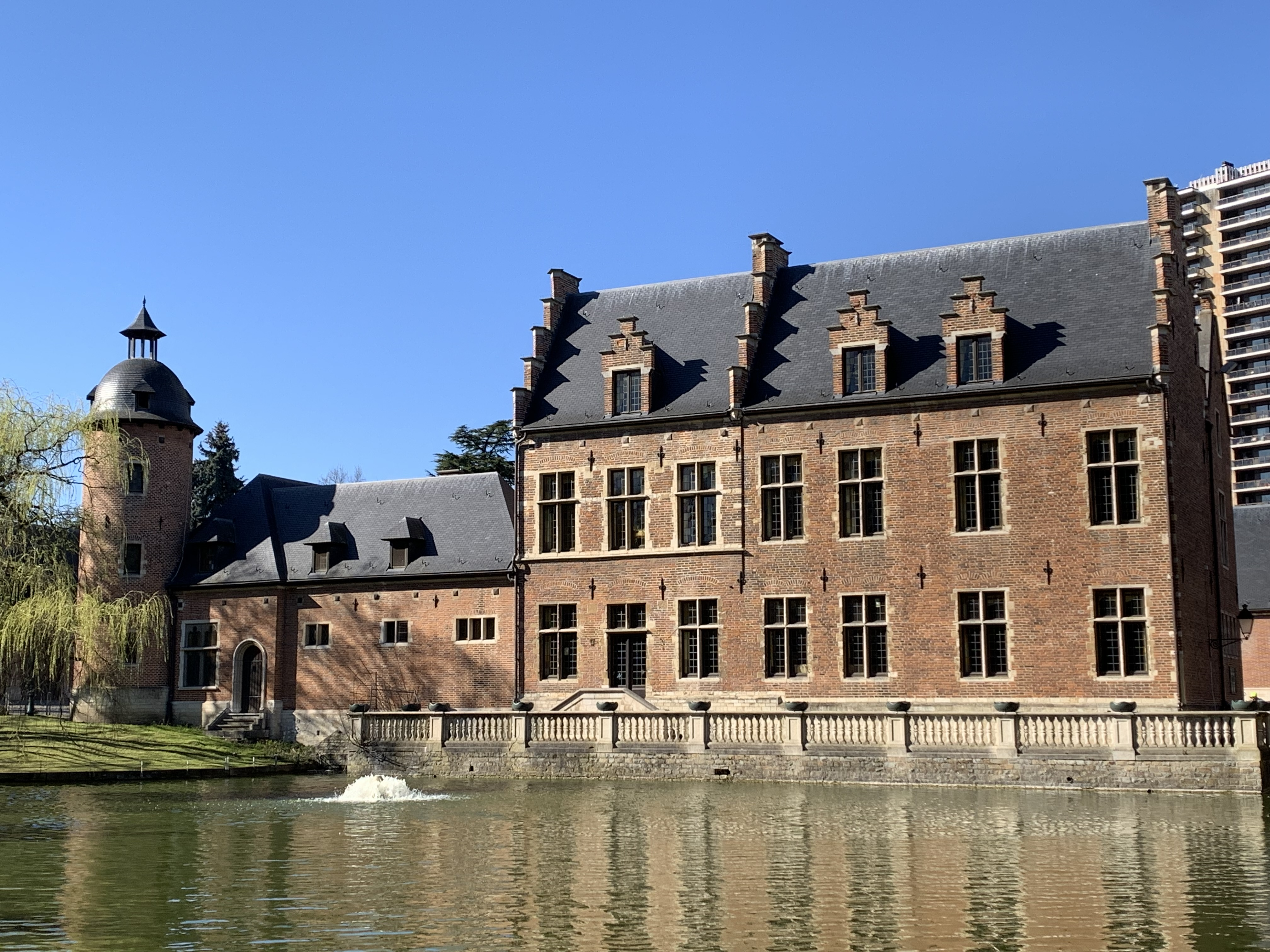
Château du Karreveld

- Avenue Jean de la Hoese, 1080 Molenbeek-Saint-Jean
- Public
- Château et parc public

Le nom de Carnevelt apparaît déjà dans un document, daté de 1253, à la suite de l’acte de donation fait par le Duc de Brabant, Jean Ier le Victorieux à son épouse Marguerite, fille de Saint Louis, roi de France. La veuve de Jérôme Van Ghindertaelen vend le bien à un seigneur espagnol Don Garcia Osario y Borgia, en 1656. La famille de Villegas acquiert le bien, en 1780, pour le vendre à la commune en 1930. Avant la Première Guerre mondiale déjà, le domaine est menacé de disparition. Abandonné par ses propriétaires, il est en outre sur le tracé des boulevards de Grande ceinture dont le prolongement au-delà du plateau de Koekelberg s’impose. Dans l’intervalle, le parc sert parfois de base aérienne pour les montgolfières, un vélodrome en bois y est ouvert lors de la fermeture de celui du bois de la Cambre et le château est reconverti en laiterie. La guerre et les priorités de la reconstruction retardent l’entreprise jusqu’au début des années 1950. Le classement du château et du site, effectif en 1955. Enfin convaincue de l’atout que le Karreveld représente pour l’attrait du quartier, la commune débloque les budgets nécessaires à sa restauration, et l’inaugure au mois d’aout 1958 en pleine exposition universelle. Au moment de son acquisition par la commune, en 1930, les murs du château étaient encore blanchis à la chaux, dissimulant ainsi la brique espagnole,.

### Gare de Bruxelles-Ouest
- 25 décembre 1872[15]

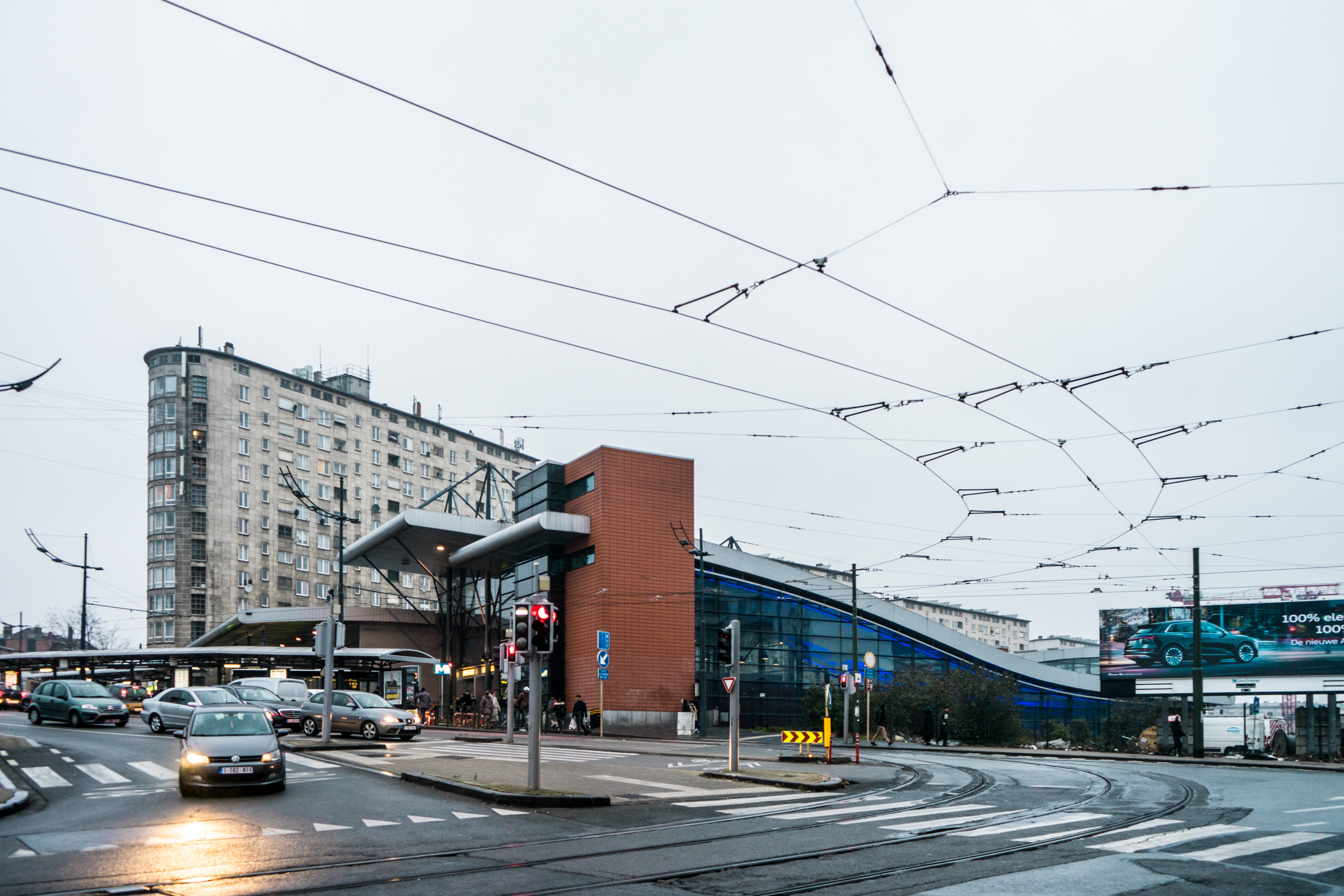
Gare de Bruxelles-Ouest

- Rue Alphonse Vandenpeereboom, 1080 Molenbeek-Saint-Jean
- Public
- Gare de transport ferroviaire et métro

La Gare de l’Ouest est mise en service en 1872 par l’administration des chemins de fer de l’État belge. Elle se situe sur la ligne de chemin de fer 28 la reliant à la gare de Laeken et la Gare du Nord, et la Gare du Midi. La gare est fermée au trafic des voyageurs le 3 juin 1984. Le dimanche 13 décembre 2009, la SNCB réactive la desserte de la gare en mettant en service un point d’arrêt dans le cadre du Réseau express régional bruxellois. La gare est située entre la chaussée de Ninove et la chaussée de Gand. Celle-ci dessert l’ouest de Bruxelles et fait partie du plan de développement de la ville de Léopold II. Son bâtiment principal se situait sur la place de l’Ouest (qui n’existe plus aujourd’hui), à l’intersection des rues de Vandenpeereboom, de Groeninghe, des Étangs Noirs et de l’Indépendance. La station de métro est ouverte le 6 octobre 1982 sous la chaussée de Ninove. La gare de chemin de fer est mise hors service en 1984 peu après l’ouverture de la ligne de métro. La gare est intégrée dans le pôle multimodal appelé Gare de l’Ouest qui est également desservi par : le métro de Bruxelles (lignes 1, 2, 5 et, 6) ; le Tramway de Bruxelles (ligne 82) ; des Autobus de Bruxelles (ligne 86) et des bus De Lijn (lignes 126, 127, 128, 129 et 620),.

### Église Sainte-Barbe
- 1869[18]

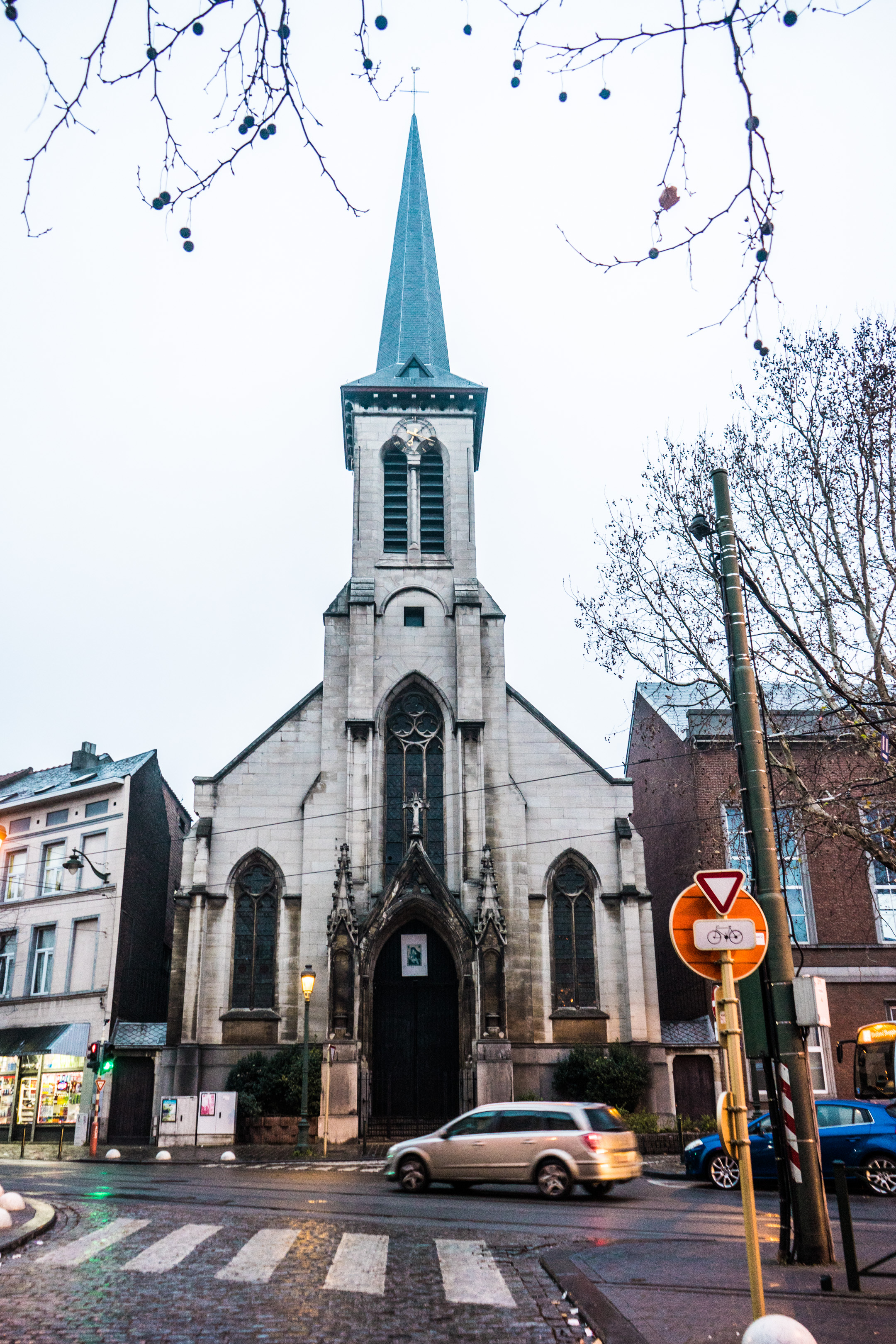
Église Sainte-Barbe de Molenbeek-Saint-Jean

- Place de la Duchesse du Brabant, 1080 Molenbeek-Saint-Jean
- Public
- Lieu de culte catholique

L’église Sainte-Barbe est un édifice religieux catholique de style néo-gothique érigé durant la seconde moitié du XIXe siècle. Le monument est classé au patrimoine national de Belgique depuis 1998. Comme tous les villages autour de la ville de Bruxelles Molenbeek se développe très rapidement durant le XIXe siècle, surtout lorsque l’ouverture du canal Bruxelles-Charleroi permet un transport fluvial massif vers Bruxelles. Molenbeek devient faubourg de la ville de Bruxelles. L’augmentation de la population entraine la création d’une seconde paroisse. Construite sur la place de la Duchesse de Brabant (chaussée de Ninove), à quelques centaines de mètres du canal, la nouvelle église sera dédiée à sainte Barbe, patronne des mineurs et des métiers de la construction. Les plans proposés en 1865 par les architectes Charles Gys et Duprez ne sont pas acceptés. La fabrique d’Église accepte ceux de Van de Wiele (1869). Le projet, de style néo-gothique, est moins ambitieux et surtout moins couteux à réaliser. La construction commence immédiatement. Cette place est la plus vaste de la commune et doit son nom à la bru de Léopold Ier de Belgique. La place fut créée en 1847 sur les terrains des Hospices de Bruxelles dont il ne reste que la façade néo-classique. Les bâtiments de l’hospice abritent aujourd’hui une école communale,.

### Millennium Iconoclast Museum of Art (MIMA)
- 1916[21]

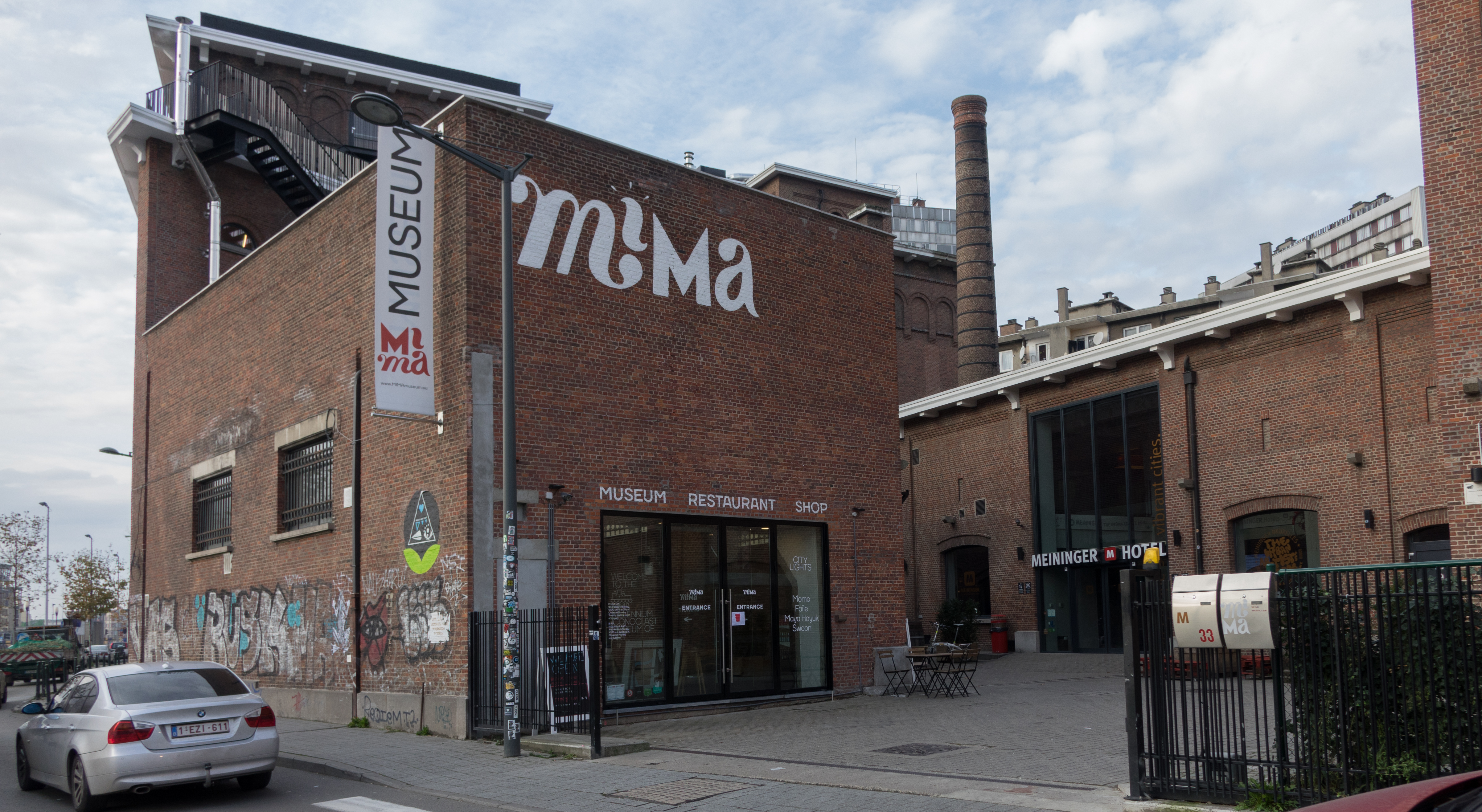
MIMA

- Quai du Hainaut 41, 1080 Molenbeek-Saint-Jean
- Public
- Musée

Le bâtiment de la brasserie Belle-Vue est l’un des témoins du passé industriel de Bruxelles le plus connu. Ce patrimoine remarquable date de 1916. La brasserie dite du « Cornet de Poste » a été construite par les frères Louis et Emile de Coster et implantée contre le canal pour des raisons pragmatiques ; produire de la bière là où arrivait le grain, c’est-à-dire à proximité immédiate de la voie d’eau. C’est la grande époque de la gueuze à Bruxelles. En 1980, heure de gloire, Belle-Vue faisait travailler quelque 500 personnes. Les activités seront ensuite déplacées à Louvain en 2005. La reconversion du site en musée mettra plusieurs années avant d’aboutir. Le Millennium Iconoclast Museum of Art (MIMA) ouvre ses portes le 13 avril 2016. Le musée couvre une surface de 1 300 m2 répartie sur 4 étages et comprenant 8 salles d’exposition. Les collections présentent les œuvres d’artistes issus de la culture urbaine du XXIe siècle, de la culture musicale (punk rock, electro, hip-hop, folk…), les influences artistiques dans le monde du cinéma, les arts plastiques et graphiques, le stylisme, le tatouage, ainsi que la culture sportive (surf, skateboard, sports extrêmes …).

### Maison Communale de Forest
- 1931[23]
- Pastoorsstraat 2, 1190 Forest
- Public
- Administration

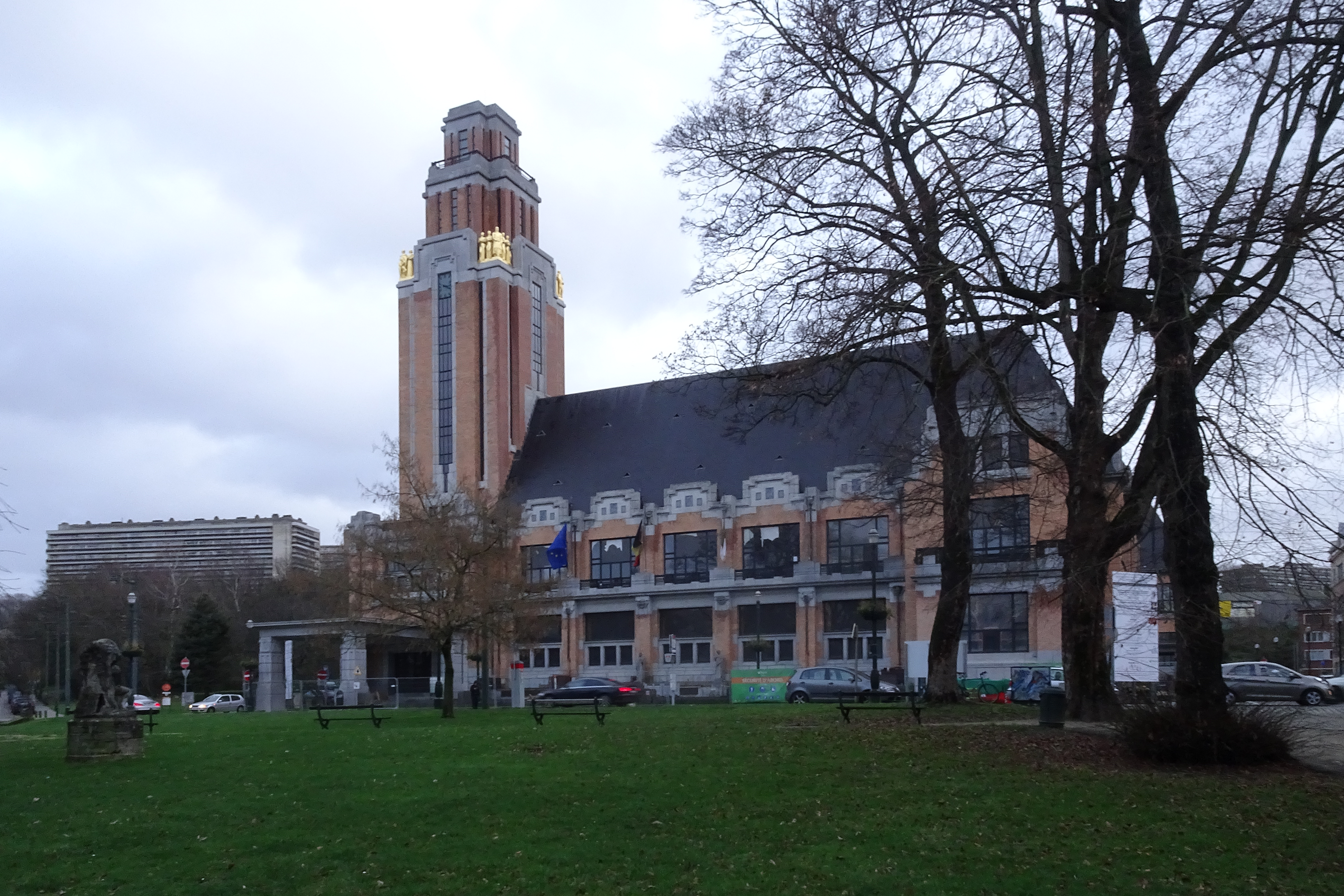
Maison Communale de Forest

La maison communale de Forest est un bâtiment de style « Art déco » édifié par l’architecte Jean-Baptiste Dewin sur le territoire de la commune de Forest. Qualifié de prototype de l’Art déco bruxellois, cet édifice illustre le rôle de premier plan joué par l’architecture publique durant la période Art déco. La conception de l’édifice par Jean-Baptiste Dewin débute dès 1925. La Commission spéciale provinciale enjoint l’architecte de concevoir un « campanile » et de prévoir en façade des sculptures en résonance avec le passé de la commune. Le conseil communal approuve les plans définitifs en 1931 et la construction se déroule de 1935 à 1938 : la première pierre du bâtiment est posée officiellement le 19 mai 1935 et le bâtiment est inauguré le 9 juillet 1938. La décoration extérieure et intérieure du bâtiment a impliqué de nombreux artistes (sculpteurs, spécialistes en vitraux, peintres, tailleurs de pierre) tels que Victor Rousseau, Jacques Marin, Marnix d’Haveloose, Baltus, Canneel, Stoffyn et Tricot. Pendant la Seconde Guerre mondiale, l’édifice eut à souffrir du deuxième bombardement de Forest le jeudi 25 mai 1944 durant lequel la façade et le porche d’entrée situé chaussée de Bruxelles subirent d’énormes dégâts. L’extérieur, l’intérieur et le mobilier sont classés depuis le 22 octobre 1992 et figurent à l’Inventaire du patrimoine architectural de la Région de Bruxelles-Capitale sous la référence 2322-0015/010. Le bâtiment fait l’objet d’une restauration en 2015-2016.

### Abbaye de Forest
- XIIe siècle[25]
- Place Saint-Denis 9, 1190 Forest
- Public
- Centre Culturel

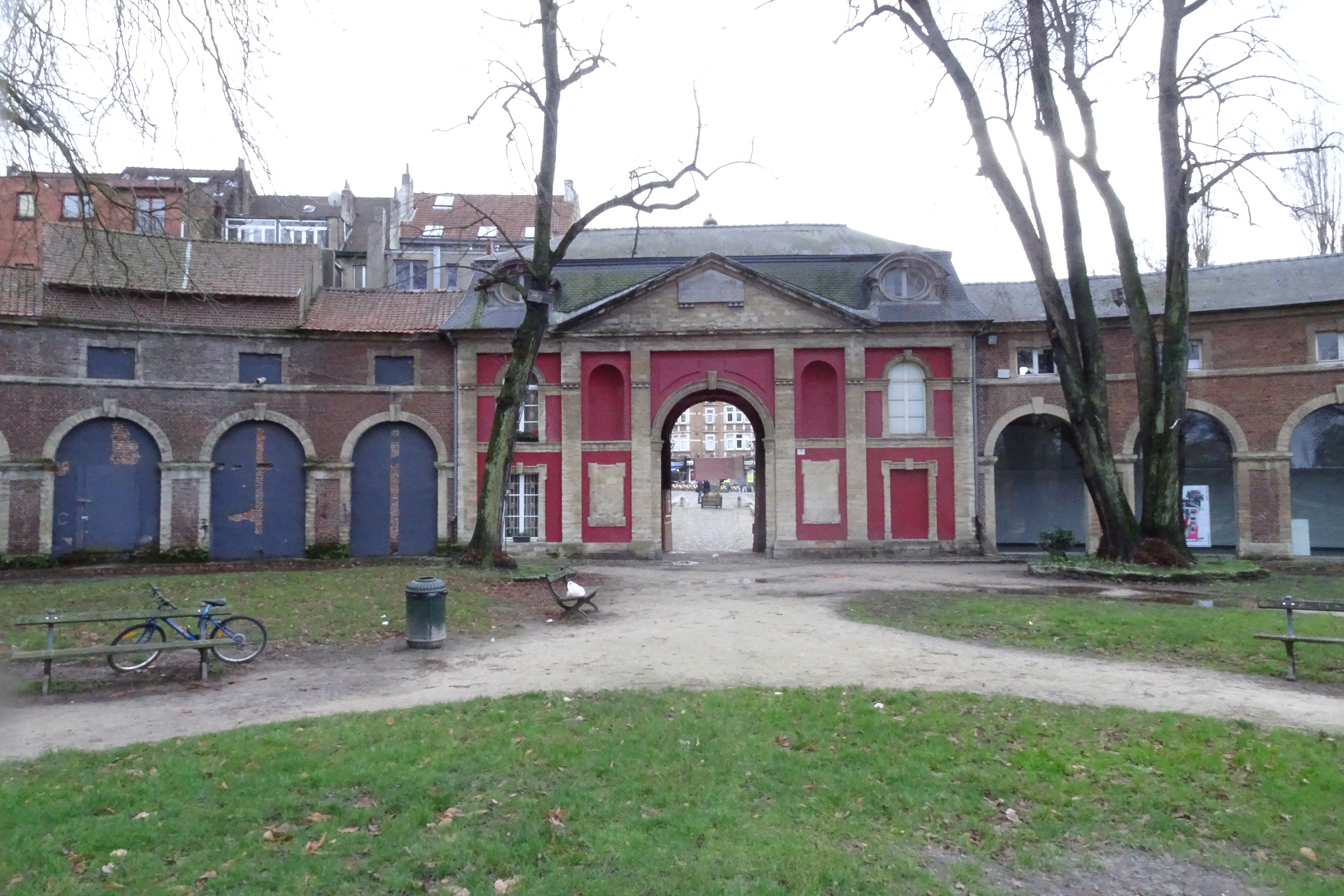
Abbaye Saint-Denis de Forest

L’abbaye de saint Denis est un édifice religieux datant du XIIe siècle, construite à l’époque pour les moines bénédictins, qui selon leur ordre ne peuvent se mélanger à la population, le site voit émerger une chapelle, celle-ci se divise en deux parties en enfilade. La première, la plus ancienne, constitue en fait l’oratoire d’origine de Forest, édifié sans doute au XIe siècle. De plan rectangulaire, cet oratoire s’ouvrait à l’est vers une abside par un grand arc, toujours conservé. Il était couvert d’un simple plafond en bois. L’ensemble relevait alors du style roman. Il en reste quelques traces, notamment des baies à arc en plein cintre, forme architecturale caractéristique de cette période. Bien que minimes, ces traces sont importantes. Les vestiges de ce style sont en effet rares à Bruxelles. La seconde partie de la chapelle, formant le chœur, remonte quant à elle au dernier quart du XVe siècle. Elle a été édifiée en lieu et place de l’abside romane. Ce vaste chœur est doté d’une voûte caractérisée par des liernes, typique de la phase tardive du gothique. Elle est magnifiée par un bel autel de style baroque de la seconde moitié du XVIIe siècle, en bois peint imitant le marbre, et par des lambris du XVIIIe siècle intégrant des tableaux de la vie de sainte Alène. Mais le clou de la chapelle est certainement le cénotaphe de la sainte. L’abbaye et le site sont classés comme monument historique en 1994.

### NEMO 33
- 2004[26]

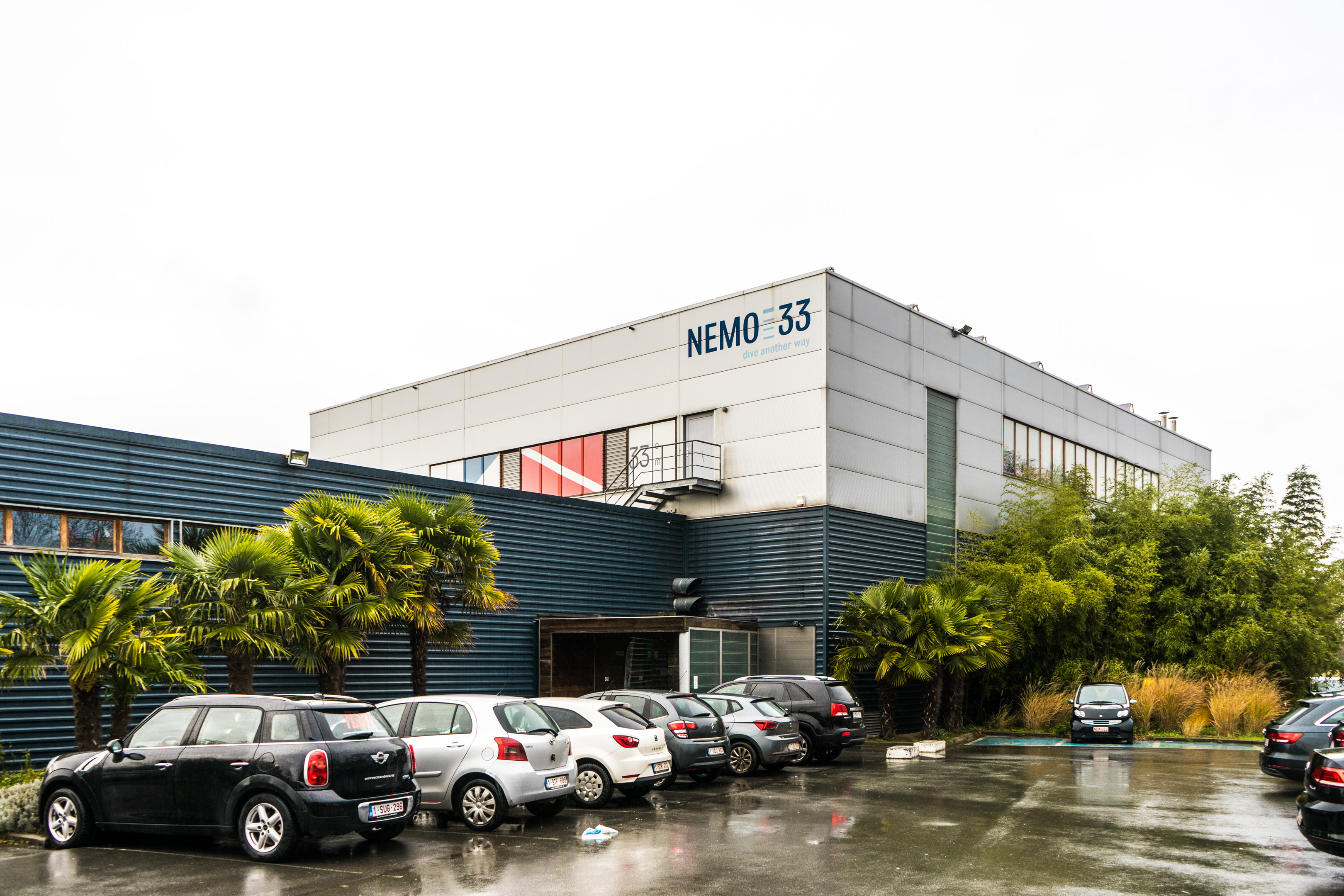
NEMO 33

- Rue de la Stalle 333, 1180 Bruxelles
- Privé
- Piscine

Le Nemo 33 est un centre de plongée à Uccle, en région bruxelloise, en Belgique. Elle était la piscine-fosse de plongée la plus profonde du monde jusqu’en 2014. La fosse de plongée atteint une profondeur de près de 35 mètres. La piscine elle-même est composée de deux plateformes, la première à 1,3 m et la seconde à 2,5 m de profondeur. Les trois fosses  contiguës ont une profondeur de 5, 10 et 34,5 mètres, cette dernière se trouvant au fond d’un puits dodécagonal. Elle est remplie d’environ 2500 mètres cubes d’eau de source faiblement chlorée maintenue à une température de 33 °C. Trois cloches ou grottes de plongée sont accessibles par le niveau de 10 mètres de profondeur. Plusieurs fenêtres hublots permettent une vision dans les deux sens vers le bar-restaurant et d’autres salles du centre. Le créateur du complexe est le polytechnicien et instructeur de plongée John Beernaerts. Le centre a été inauguré en mai 2004. Le centre est accessible pour plongeurs de tous niveaux.